# I liga polska w piłce nożnej (1952)
I liga w piłce nożnej 1952 – 18. edycja najwyższych w hierarchii rozgrywek ligowych polskiej klubowej piłki nożnej.
Rozgrywki skrócone z powodu przygotowań do letnich igrzysk olimpijskich w Helsinkach. Oprócz rozgrywek ligowych rozegrano także pierwszy puchar ligi polskiej pod nazwą Puchar Zlotu Młodych Przodowników. Brały w nim udział kluby z I ligi, bez reprezentantów kraju.
Absolutnym beniaminkiem ligi był OWKS Kraków.
| Poziomy rozgrywkowe w sezonie 1952 | Poziomy rozgrywkowe w sezonie 1952 | Poziomy rozgrywkowe w sezonie 1952 |
| Rozgrywki                          | P                                  | Nazwa                              |
| ---------------------------------- | ---------------------------------- | ---------------------------------- |
| Centralne                          | I                                  | I liga                             |
| Centralne                          | II                                 | II liga                            |
| Okręgowe (20 okręgów)              | III                                | 1 Klasa wojewódzka                 |
| Okręgowe (20 okręgów)              | IV                                 | 2 Klasa wojewódzka                 |
| Okręgowe (20 okręgów)              | V                                  | 3 Klasa wojewódzka                 |

## Sezon zasadniczy

### Grupa I
| Msc. | Nazwa klubu          | M  | Zw.-Rem.-Por. | Pkt. | Bramki |
| 1    | Unia Chorzów         | 10 | 5-2-3         | 12   | 19:14  |
| 2    | Ogniwo MPK Kraków    | 10 | 4-3-3         | 11   | 13:11  |
| 3    | Kolejarz Poznań      | 10 | 4-2-4         | 10   | 17:15  |
| 4    | Budowlani Gdańsk (b) | 10 | 4-2-4         | 10   | 16:21  |
| 5    | Budowlani Chorzów    | 10 | 4-1-5         | 9    | 12:13  |
| 6    | Kolejarz Warszawa    | 10 | 3-2-5         | 8    | 16:19  |

### Grupa II
| Msc. | Nazwa klubu        | M  | Zw.-Rem.-Por. | Pkt. | Bramki |
| 1    | Ogniwo Bytom       | 10 | 5-4-1         | 14   | 18:7   |
| 2    | Gwardia Kraków     | 10 | 5-2-3         | 12   | 11:12  |
| 3    | CWKS Warszawa      | 10 | 4-2-4         | 10   | 24:14  |
| 4    | OWKS Kraków (b)    | 10 | 2-5-3         | 9    | 11:11  |
| 5    | Górnik Radlin      | 10 | 3-2-5         | 8    | 11:16  |
| 6    | ŁKS-Włókniarz Łódź | 10 | 3-1-6         | 7    | 9:24   |

|     | Kwalifikacja do finału |
|     | Degradacja do II ligi  |
| (b) | Beniaminek             |

Rozgrywki w obu grupach zakończono 2 listopada 1952, wskutek czego do finału zakwalifikowali się zwycięzcy grup, zaś zdegradowane zostały zespoły z ostatniego miejsca w grupach

## Najlepsi Strzelcy
| Gole | Strzelcy           | Drużyny        |
| ---- | ------------------ | -------------- |
| 11   | Gerard Cieślik     | Unia Chorzów   |
| 8    | Oskar Brajter      | CWKS Warszawa  |
| 7    | Zdzisław Mordarski | Gwardia Kraków |
| 7    | Wacław Sąsiadek    | CWKS Warszawa  |

Wg 
- Tabela łącznie z finałem.

## Finał
- 09.XI.1952 (na stadionie Unii): Unia Chorzów – Ogniwo Bytom 2:2 (1:0). Sędzia Edward Sperling (Łódź) zdecydował, że z uwagi na niezdatne do gry warunki atmosferyczne (porywisty wiar) oraz terenowe (murawa boiska pokryta śniegiem i błotem) spotkanie zostało uznane za mecz towarzyski i ostatecznie skrócone o 10 ostatnich minut. Decyzją przedstawicieli GKKF wyznaczono nowy termin meczu mistrzowskiego na 13 listopada 1952[4][5][6]
- 13.XI.1952 (na stadionie Unii): Unia Chorzów – Ogniwo Bytom 7:0 (3:0). Gole: Cieślik 20', przed 45', 48', 54', Alszer 21', 55', Mądry 83'. Sędzia Edward Sperling (Łódź). Widownia: ok. 20 000[7]
- Ogniwo Bytom – Unia Chorzów 0:0. Sędzia: Józef Szlajfer (Szczecin). Widownia: 35 000[8][9]
  - Ogniwo: Bem – Olejniczak, Lelonek, Cichoń – Narloch, Kauder – Procak, Trampisz (Mahseli), Kempny, Buczma, Kruk. Trener: Ryszard Koncewicz.
  - Unia: Wyrobek – Gebur, Bartyla, Bomba – Suszczyk (kpt.), Siekiera – Przecherka, Cieślik, Alszer, Cebula, Kubicki. Trener: Teodor Peterek.

Tytuł mistrzowski zdobyła Unia Chorzów.

## Klasyfikacja końcowa
1. Unia Chorzów
2. Ogniwo Bytom
3. Ogniwo MPK Kraków
4. Gwardia Kraków
5. Kolejarz Poznań
6. CWKS Warszawa
7. Budowlani Gdańsk
8. OWKS Kraków
9. Budowlani Chorzów
10. Górnik Radlin
11. Kolejarz Warszawa
12. ŁKS -Włókniarz Łódź

Miejsca 1, 3, 5, 7, 9, 11 zajęły kluby z grupy zwycięzcy finału.

## Klasyfikacja medalowa mistrzostw Polski po sezonie
Tabela obejmuje wyłącznie zespoły mistrzowskie.
|    | Klub             |   |   |   |
| -- | ---------------- | - | - | - |
| 1. | Ruch Chorzów     | 7 | 1 | 2 |
| 2. | Cracovia         | 5 | 2 | 2 |
| 3. | Wisła Kraków     | 4 | 7 | 5 |
| 4. | Pogoń Lwów       | 4 | 3 | 0 |
| 5. | Warta Poznań     | 2 | 5 | 7 |
| 6. | Polonia Warszawa | 1 | 2 | 2 |
| 7. | Garbarnia Kraków | 1 | 1 | 0 |